# Xilitla
Xilitla ist eine Kleinstadt mit knapp 8.000 Einwohnern und Hauptort der ungefähr 55.000 Einwohner zählenden gleichnamigen Gemeinde (municipio) im Südosten des mexikanischen Bundesstaats San Luis Potosí. Wegen seines kolonialzeitlichen Charakters und der Phantasiewelt Las Pozas zählt der Ort zu den Pueblos Mágicos.

## Lage und Klima
Die Kleinstadt Xilitla liegt in den waldreichen Bergen der Sierra Madre Oriental ca. 450 km (Fahrtstrecke) nördlich von Mexiko-Stadt bzw. ca. 300 km südöstlich der Stadt San Luis Potosí in einer mittleren Höhe von etwa 640 m. Xilitla ist ca. 100 km Luftlinie vom Golf von Mexiko entfernt. Das Klima ist gemäßigt bis mild; der für mexikanische Verhältnisse reichliche Regen (ca. 2205 mm/Jahr) fällt hauptsächlich während des Sommerhalbjahrs.

## Bevölkerung
| Jahr      | 2000  | 2005  | 2010  |
| Einwohner | 5.677 | 6.001 | 6.576 |

Nur ein Teil der Einwohner ist spanischer Abstammung; Umgangssprachen sind Spanisch sowie ein regionaler Nahuatl-Dialekt.

## Wirtschaft
Die heutigen Bewohner leben im Wesentlichen vom Kaffeeanbau; auch der Obstbau und die Kleinviehhaltung spielen eine gewisse Rolle. Im Ort selber haben sich Kleinhändler, Handwerker und Dienstleister aller Art niedergelassen, die die wachsende Zahl der Tagestouristen mit allem Notwendigen versorgen.

## Geschichte
Die ersten bekannten Bewohner der Region waren diverse Indianerstämme; zu den letzten gehören die Huasteken und Chichimeken, die im ausgehenden 15. Jahrhundert von den Azteken unterworfen wurden; deren Reich ging jedoch ca. 50 Jahre später mit der Eroberung Tenochtitláns (1519–1521) durch Hernán Cortés unter. Im Gefolge der Conquistadoren kamen Missionare des Augustinerordens, welche die Gegend christianisierten.

## Sehenswürdigkeiten
- Hauptkirche der Kleinstadt ist die im Jahr 1553 begonnene und zu einem Augustinerkonvent gehörende Iglesia San Agustín, die in ihrem Gesamteindruck einer Wehrkirche ähnelt. In der Tat wurde der Ort in den Jahren und 1569 und 1587 zweimal von den Chichimeken-Indianern angegriffen.[4]
- Vor der Kirche erstreckt sich der von Bauten im Stil des 16. und 17. Jahrhunderts umstandene Hauptplatz (Plaza Mayor).

Umgebung
- Auf dem Gebiet einer ehemaligen Plantage nordwestlich der Stadt hat der Schotte Edward James in den Jahren 1947 bis 1984 einen surreal-phantastisch anmutenden Architektur- und Skulpturenpark geschaffen.[5]